# 빈스 에드워즈

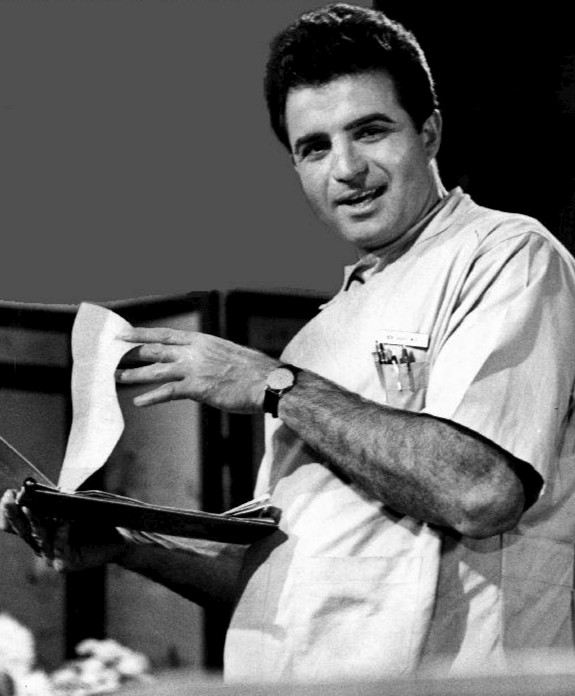

빈스 에드워즈(Vince Edwards, 1928년 7월 9일 ~ 1996년 3월 11일)는 미국의 배우, 가수이다. 브루클린에서 태어났으며 로스앤젤레스에서 췌장암으로 사망하였다.

## 출연 작품
- 피어 (1995년)
- 탈옥자들 (1994년)
- Original Intent (1990)
- 전설의 대도 딜린저 (1991년)
- 공포의 지하괴물 (1988년)
- 마법의 비디오 채널 (1988년)
- 공포의 크리픈 고교 (1987년)
- 특공대작전 3 - V2 미사일 저지 작전 (1987년)
- 스페이스 레이더스 (1983년)
- 세기의 거래 (1983년) - 프랭크 스트라이커 역
- 시덕션 (1982년)
- 용감한 형제 (1977년)
- 매드 봄버 (1972년)
- 솔 서바이버 (1970년)
- 더 데스페라도스 (1969년)
- 위기일발 리스본 협정 (1968년)
- 코만도 전략 (1968년)
- 투 레이트 블루스 (1961년)
- 이오지마의 영웅 (1961년)
- 살인청부 (1958년)
- 이브의 세 얼굴 (1957년)
- 킬링 (1956년)
- 세레나데 (1956년)
- 셀 2455, 데스 로우 (1955년)
- 나는 카메라 (1955년)
- 사악한 경찰 (1954년)
- 세일러 비워 (1952년)

### 텔레비전
- 벤 케이시 (1961년)
- 전격 Z작전 (1982년)
- 배틀스타 갤럭티카 - 1980년 TV 시리즈 (1980년)
- 배틀스타 갤럭티카 2 (1978년)
- 배틀스타 갤럭티카 - 78년 시리즈 (1978년)